# 点燃心火
點燃心火，是日本摇滚樂團ZARD的第42張單曲，2006年5月10日發行。

## 概要
- 坂井泉水生前發行的最後一張單曲。依照ZARD官方書籍「きっと忘れない」的記載，坂井泉水在拍攝完此歌之音樂影帶後當晚，身體突然不適送醫，經檢查確認罹患子宮頸癌。
- 在音樂影帶中，有坂井泉水身穿白色洋裝的動態畫面，但僅有三幕，共約五秒。這五秒也是已公開的影片中，坂井泉水最後的身影。
- ZARD第40張打入Oricon排行榜前十的單曲。

## 收錄曲
1. 點燃心火 (ハートに火をつけて)
  - 作詞：坂井泉水 作曲：大野愛果 編曲：
  - TBS午間劇主題曲。

歌曲開頭的雨聲，是坂井泉水的提案，也由她親自錄下聲音。整首歌以婚禮為主題。
2. 給你的藍調 (君へのブルース)
  - 作詞、作曲：坂井泉水 編曲：

自以來，11年首見由坂井泉水作曲。
3. 點燃心火 (Piano Instrumental Version) (ハートに火をつけて 〜ピアノ・インストゥルメンタル・バージョン〜)
4. 點燃心火 (Instrumental)